# Église Saint-Gorgon de Woël
L'église Saint-Gorgon est une église de Woël, dans le département français de la Meuse en région Grand Est.

## Description
L'église Saint-Gorgon s'élève dans le nord-est du village de Woël, dans la Meuse, le long de la route départementale 904. Dédiée à Gorgon, elle dépend de la paroisse Saint-Airy-de-la-Woëvre du diocèse de Verdun.
Saint-Gorgon est une église-halle au plan basilical. Elle comporte une courte nef, son chevet est polygonal, à plans coupés. L'extrémité occidentale de la nef est surmontée d'une tour clocher surmontée d'un hourd, héritage de la fonction fortifiée de l'église au Moyen Âge.
Parmi le mobilier de l'église, trois statues en bois polychrome :
- Christ en croix, en tilleul (inscrite au titre objet des monuments historiques en 1985[4])
- Saint Gorgon, en chêne (inscrite en 1985[5])
- Vierge à l'Enfant, en chêne (inscrite en 1979[6])

## Historique
Une église fortifiée est construite au XIIe siècle, dont les seuls éléments subsistants actuellement sont la tour clocher et des piles dans le vaisseau central de la nef. Elle subit de nombreuses modifications au cours des siècles : une porte est percée sous le clocher au XIIIe siècle, les trois premières travées du vaisseau latéral nord sont ajoutées en 1496, la chapelle sud l'est en 1502. Au XVIe siècle, le chœur est reconstruit, puis revoûté en 1714.
L'église est classée au titre des monuments historiques le 15 juillet 1914.
Pendant la Première Guerre mondiale, l'église est endommagée. Elle est restaurée de 1927 à 1932, puis après la Seconde Guerre mondiale.
Ainsi, en 1929, la maîtresse vitre du chœur (baie 0) est réalisée par les ateliers Lorin de Chartres, alors dirigés par Charles Lorin et Cie. Elle représente la Cène et figure à l'inventaire général du patrimoine culturel.